# Ambila
Ambila is een plaats en gemeente in Madagaskar gelegen in het district Manakara van de regio Vatovavy-Fitovinany. Er woonden bij de volkstelling in 2001 ongeveer 17.000 mensen.
In de plaats is basisonderwijs beschikbaar. 40% van de bevolking is landbouwer en 37% van de bevolking houdt zich bezig met veeteelt. Het belangrijkste gewas is rijst, maar er wordt ook lychees en cassave verbouwd. 3% van de bevolking is werkzaam in de dienstensector en de overige 20% voorziet in levensonderhoud via visserij.
- Virtual International Authority File: 143544423